# 단 하나의 사랑
단 하나의 사랑(일본어: たったひとつの恋 닷타히토쓰노코이[*])은 2006년 10월 14일부터 2006년 12월 16일까지 NTV에서 방송된 일본의 텔레비전 드라마이다. 카메나시 카즈야의 단독 첫 주연의 연속 드라마이다. 첫회는 20분 확대 방송.

## 개요
쓰키오카 나오는 요코하마를 근거지로 하는 대형 보석상점의 외동딸로 태어나 어려서부터 많은 사람들에게 사랑받고 자란 꽃 같은 여자다. 그리고 칸자키 히로토는 어릴 적 아버지를 잃고 보잘것없는 변두리 철공소에서 일하면서 어머니와 아픈 동생과 함께 살아가는 청년이다. 이렇게 다른 두 사람은 위험한 사랑에 빠지며 차디찼던 그의 가슴은 그녀의 따뜻한 웃음으로 녹아내린다. 얼음같이 차가운 그와 여리지만 따뜻한 그녀의 세상에 단 하나뿐인 사랑 이야기이다.

## 등장인물
- 카메나시 카즈야 - 칸자키 히로토(神崎弘人) 역
- 아야세 하루카 - 츠키오카 나오(月丘菜緒) 역
- 다나카 코키 - 쿠사노 코우(草野甲) 역
- 히라오카 유타 - 오자와 아유타(大沢亜裕太) 역
- 토다 에리카 - 모토미야 유코(本宮裕子) 역

## 주제가
- KAT-TUN - 「僕らの街で(우리들의 거리에서)」

### 부제목과 방영일, 시청률
| 각 화                                     | 방송일            | 부제                 | 시청률 |
| ----------------------------------------- | ----------------- | -------------------- | ------ |
| 제1화                                     | 2006년 10월 14일  | 상류와 하류의 사랑   | 12.8%  |
| 제2화                                     | 2006년 10월 21일  | 손을 잡은            | 10.4%  |
| 제3화                                     | 2006년 10월 28일  | 더 이상 보지 않는다  | 12.2%  |
| 제4화                                     | 2006년 11월 4일   | 나의 분노, 너의 눈물 | 13.6%  |
| 제5화                                     | 2006년 11월 11일  | 네가 없어지면        | 10.5%  |
| 제6화                                     | 2006년 11월 18일  | 두 사람의 비밀       | 10.3%  |
| 제7화                                     | 2006년 11 월 25일 | 그렇지만, 나는       | 10.6%  |
| 제8화                                     | 2006년 12 월 2일  | 안녕                 | 10.1%  |
| 제9화                                     | 2006년 12 월 9일  | 꼭 다시 만날 수      | 13.0%  |
| 최종화                                    | 2006년 12 월 16일 | 단 하나의 사랑       | 12.6%  |
| 평균 시청률: 11.6%                        |                   |                      |        |
| (시청률은 간토 지방·비디오 리서치사 조사) |                   |                      |        |

## 비고
- NTV 토요일 9시대에서 본격적으로 연애를 메인에 둔 작품은 1993년 "어른의 키스"이후 13년만이다.
- 카메나시 카즈야가 KAT-TUN으로 메인 퍼스널 리티를 맡았던 24시간 TV에서 카메나시가 직접 드라마 발표를 하였다.
- 카메나시 카즈야가 연기한 히로토는 같은 방송사의 드라마 "식탐정 스페셜"에 등장했다.